# Do it! Now
「Do it! Now」是日本的女子偶像組合「早安少女組。」的第15张单曲，於2002年7月24日由zetima发售。

## 概要
- 「Do it! Now」是早安少女組。三期成員後藤真希的畢業單曲。
- 此單曲只有「CD ONLY」1個版本。
- 隊形中心位置和主音都由安倍夏美和後藤真希擔任。另外高橋愛和紺野朝美作為副主唱，分別與安倍和後藤搭配。
- 後藤畢業後她負責的唱段先由加護亞依接手，在六期成員加入後轉交田中麗奈。
- 在8月5日於公信榜单曲週排行榜取得第3位。
- 本曲也用於第六期成員甄選時的課題曲。

## 收錄内容

### CD
1. Do it! Now
（作詞、作曲：淳君　編曲：鈴木Daichi秀行）
2. 稍微時尚的PURE BOY（ちょっとイカしたPURE BOY）
（作詞、作曲：淳君　編曲：TATOO）
3. Do it! Now（Instrumental）